# Within the Serpent's Grasp
"Within the Serpent's Grasp" ("En las garras de la serpiente" en Latinoamérica, "A merced de la serpiente" en España) es el vigésimo segundo  episodio de la primera temporada de la serie de televisión de ciencia ficción Stargate SG-1. Corresponde a la Parte 2 de 3 episodios, siendo posterior a "Politics", y anterior a "The Serpent's Lair".

## Trama
El Senador Kinsey ha cerrado el programa Stargate. Sabiendo que la destrucción que ocurrió en la otra realidad podría suceder aquí, Daniel convence a los miembros del SG-1 para que violen órdenes. Después de armarse, activan el Stargate y viajan al hogar de «los destructores».
Se encuentran en un cuarto grande y al principio no saben en qué planeta están. Hallan un cajón con armas Goa'uld, y sacan algunas llamadas Zat'n'ktel (Zat, por O'Neill). Repentinamente un movimiento fuerte lanza a todos los miembros del SG-1 (excepto a Teal'c) atrás. Luego, cuando Daniel intenta marcar a la Tierra, el Portal no se activa. En ese momento, algunos Jaffa entran a la cámara, y obligan al equipo a esconderse. Dejan una gran esfera plateada flotando dentro del Portal, y se retiran. Teal'c dice que en un dispositivo Goa'uld de comunicación visual a distancia (algo como una televisión). Luego, mientras el equipo sigue explorando el lugar, descubren porque no pueden marcar el Portal. Se encuentran, en realidad, en una nave Goa'uld que está viajando por el hiperespacio. La nave estaba en órbita sobre un planeta, y por eso pudieron marcar antes. Ahora esta se halla rumbo a la Tierra, por lo que podrán huir.
En el Comando Stargate, en tanto, el Mayor Ferretti es enviado a traer de vuelta al SG-1 para que sean sometidos a un consejo de guerra, sin embargo, como la nave ha saltado al Hiperespacio ya no pueden marcar a esa dirección.
Ocultos en el cuarto de carga, el SG-1 observa una gran reunión en la cual aparece Apophis, usando el dispositivo de comulación esférico, para revelar a su hijo, Klorel (Skaara), y declararlo como el líder de esta nave hasta que Apophis llegue. O'Neill ordena a Carter y a Daniel plantar C-4 en toda la nave mientras que él y Teal'c secuestran a Klorel, con la esperanza de que Skaara pueda luchar contra el Goa'uld. Logran capturarlo, pero solo después de un doloroso disparo de una Zat, Skaara retoma el control, aunque brevemente, de su cuerpo. Sin embargo, esto no dura mucho, puesto que pronto los Guardias entran, capturando a O'Neill y Teal'c. Klorel entonces se recupera y lleva a ambos al cuarto de carga y contacta con su padre. Apophis, contento, pide la ejecución inmediata de Teal'c y de O'Neill.
Pero Skaara aparentemente ejerce una cierta influencia en Klorel, y este después desobedece los pedidos de su padre y retrasa la ejecución. En su lugar, trae a los 2 al «Pel'tak» (puente de mando) para atestiguar la destrucción de la Tierra. Carter fija un contador de tiempo en las bombas, e intenta con Daniel liberar a sus amigos. Abaten a los Guardias, pero Klorel intenta matar a Daniel con el dispositivo manual Goa'uld. Debido a esto O'Neill se ve forzado a dispararle a Klorel/Skaara.
Cuando miran a través de la ventana, la Tierra ya esta a la vista, en tanto, Carter menciona que los planeadores de la muerte ya se están preparando para el lanzamiento. El SG-1 solo puede observar mientras las 2 naves pirámide Goa'uld avanzan hacia su objetivo final con la sola intención de destruirlo.

## Observaciones
- Aparecen por primera vez en este episodio, las armas Zat y la esfera de comunicación visual Goa'uld.
- Se mencionan por primera vez elementos conocidos de la carrera espacial estadounidense.

## Artistas invitados
- Alexis Cruz como Skaara/Klorel.
- Gary Jones como Walter Harriman.
- Peter Williams como Apophis.